# 1337x
1337xは、BitTorrentプロトコルを通じたP2Pファイル共有に使用されるトレントファイルおよびマグネットリンクのウェブディレクトリを提供するウェブサイトである。TorrentFreakニュースブログによると、1337xは2024年現在、2番目に人気のあるTorrentウェブサイトである。アメリカ合衆国通商代表部は、1337xを2024年初頭に最も悪名高い海賊版サイトの1つとして指摘した。このサイトおよびその派生サイトは、オーストラリアやポルトガルを含む複数の国でブロックされている。ドメイン1337x.toを対象とした削除要請は、Googleに対して650万件以上送信されている。

## 歴史
1337xは2007年に設立され、KickassTorrentsの閉鎖後、2016年に人気を高めた。2016年10月には、新機能を備えたウェブサイトの再設計を導入した。
このサイトはGoogleの検索クエリから禁止され、Google検索経由では表示されなくなった。この措置は2015年にFeelgood EntertainmentによるDMCA措置に基づいて実施された。2015年には、ブロックを回避するために、旧.plドメインから.toドメインへ移転した。現在では、Google検索に1337xのサイトが表示される一方で、偽サイトやプロキシサイトが上位にランクインしている。
1337xのデザインは、現在は閉鎖されたh33tと比較されることがある。また、パイレート・ベイの代替としても評価されている。